# سوني بيرمان
سوني بيرمان (بالإنجليزية: Sonny Berman)‏ هو عازف جاز أمريكي، ولد في 21 أبريل 1925 في نيو هيفن في الولايات المتحدة، وتوفي في 16 يناير 1947 في نيويورك في الولايات المتحدة.

## وصلات خارجية
- سوني بيرمان على موقع ميوزك برينز (الإنجليزية)
- سوني بيرمان على موقع أول ميوزيك (الإنجليزية)